# Filippa Spatola
Filippa Spatola (Palermo, 5 luglio 1945) è un'ex mafiosa italiana.
Esponente della famiglia Inzerillo, fu la prima donna di mafia a rivolgere un appello pubblico ai familiari perché si pentissero e alle loro compagne perché li spingessero in questa direzione.

## Biografia

### Famiglia
Vedova del boss palermitano Salvatore Inzerillo, è madre di Giuseppe Inzerillo (ucciso dai Corleonesi perché voleva vendicare il padre) e di Giovanni Inzerillo (imprenditore edile e trafficante, arrestato nel 2008 nell'Operazione Old Bridge e poi assolto). Tutta la famiglia Inzerillo, tranne Filippa Spatola e i due figli, fuggì a New York dopo l'uccisione del capofamiglia Salvatore Inzerillo, durante la guerra di mafia degli anni ottanta del XX secolo. Questa fuga valse loro l'appellativo di "scappati".
È stata lambita dalle indagini in quanto socia di maggioranza della "Baida costruzioni s.n.c.", società attraverso la quale, secondo gli investigatori, sarebbero passati alcuni affari di Cosa nostra.

### L'appello
Nel maggio del 1993, in un'intervista al Giornale di Sicilia, rivolse un appello alle donne di mafia: 
. Successivamente spiegò di aver lanciato quell'appello a seguito di una conversione religiosa.